# Antanartia schaeneia
Antanartia schaeneia là một loài bướm ngày thuộc họ Nymphalidae. Nó được tìm thấy ở miền đông Africa.

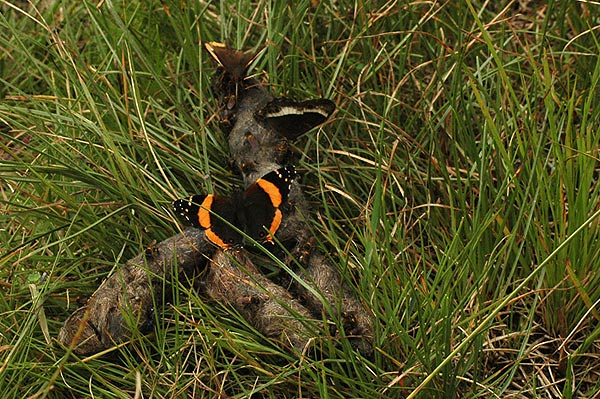

Ấu trùng ăn Fleurya capensis, Boehmeria nivea, Australina, Boehmeria, Pouzolzia, và Urtica species.

## Phụ loài
- Antanartia schaeneia schaeneia (Cape, Natal, Transvaal)
- Antanartia schaeneia dubia (eastern Rhodesia to Malawi, Tanzania, Kenya, Uganda, Rwanda, miền đông Zaire)
- Antanartia schaeneia diluta (Ethiopia)